# Peril
Peril (grec antic: Πέριλλος, llatí: Perillus) fou un escultor grec que treballava amb bronze i crear un instrument de tortura pel tirà Fàlaris d'Agrigent, conegut com a Bou de Fàlaris, una escultura en forma de bou buida per dins, on s'introduïa la víctima per una porta lateral i després s'encenia foc a sota per que es rostís lentament. Es diu que va morir pel seu propi instrument de tortura. Probablement va viure entorn del 560 aC.